# Randy West
Randy West, pseudonimo di Andrew Jay Abrams (New York, 12 ottobre 1947 – Las Vegas, 20 settembre 2024), è stato un attore pornografico e regista pornografico statunitense.

## Biografia
West nacque a New York, successivamente si trasferì nel Sud della Florida. Le sue ambizioni iniziali erano quelle di diventare un giocatore di baseball professionista (giocava nella squadra della University of Miami), ma ben presto cambiò idea e decise d'intraprendere una carriera come cantante. Fu il cantante di numerosi gruppi rock nel corso di 10 anni, contemporaneamente lavorava anche come modello di nudo. Quindi si trasferì in California nel 1979, dove per qualche tempo Abrams fu anche membro della compagnia di ballo del locale Chippendale's e lavorò come spogliarellista in club privè dal 1980 al 1992. Quando fece il suo debutto in film porno scelse di adottare come nome d'arte "Randy West".

### Carriera nel porno
West iniziò la sua carriera di pornoattore nel 1978, recitando nel film Mystique. Nell'agosto 1980 posò completamente nudo per il paginone centrale della rivista Playgirl. In seguito fu scritturato anche come controfigura di Robert Redford per il film Proposta indecente. Lungo l'arco della sua carriera ha lavorato con numerose celebri attrici porno, incluse Seka, Jenna Jameson, Tera Patrick, Nina Hartley, Lauren Hall, Kay Parker e molte altre. È stato il primo attore maschio a "iniziare" all'hard Victoria Paris e Ashlyn Gere. West è apparso in circa 1300 film, lavorando con più di 2500 attrici.
West divenne produttore di film porno nel 1993. La sua prima uscita in veste di produttore fu il film Up and Cummers 1. Grazie a questa e alle serie I Love Lesbians, Real Female Masturbation e altre, i video di Randy West si focalizzano principalmente sul sesso tra attori non professionisti. Filmò la prima scena di sesso in assoluto di Jenna Jameson per il film Up and Cummers 10 & 11. West fu infine presidente della propria casa produttrice chiamata Randy West Productions. Tutti i video delle collane di film hard prodotte da west sono editi dalla casa distributrice Evil Angel.
Il 20 settembre 2024 è morto a Las Vegas a causa di un'insufficienza renale e cardiaca.

## Riconoscimenti
- 1990 – AVN Award for Best Group Sex Scene (video)
- 1991 – AVN Award for Best Couples Sex Scene (video), Beauty And The Beast 2
- 1993 – Premio alla carriera dall'Associazione per il Libero Pensiero (Free Speech Coalition)[2]
- 1994 – AVN Award for Best Anal Sex Scene (video)
- Premio FOXE come attore più amato dal pubblico nel '94, '95, '96 and '97[2]
- XRCO 1994 – Miglior serie amatoriale, Up and Cummers[2]
- XRCO 1995 – Miglior serie amatoriale, Up and Cummers[2]
- AVN 1995 – Miglior film amatoriale, Up and Cummers 7[2]
- AVN 1997 – Miglior film amatoriale, Up and Cummers 33[2]
- AVN 1999 – Miglior serie con tematiche etniche, Up and Cummers
- AVN 1999 – Miglior serie amatoriale, Up and Cummers[3]
- AVN 2001 – Miglior serie amatoriale, Up and Cummers[3]
- AVN 2002 – Miglior serie amatoriale, Up and Cummers[3]
- Classificatosi alla posizione numero 29 della "List of Top 50 Porn Stars of All Time" dell'Adult Video News.
- Membro delle Hall of Fame AVN, FOXE e XRCO[2]
- 15 Candidatura come Miglior attore AVN[2]

## Filmografia

### Attore
- Kiss and Tell (1980)
- Plato's The Movie (1980)
- Samantha Fox's Fantasies (1980)
- Sexboat (1980)
- Sweet Cheeks (1980)
- That Lucky Stiff (1980)
- Tinseltown (1980)
- Woman's Dream (1980)
- Aunt Peg Goes Hollywood (1981)
- Bad Girls 1 (1981)
- Between the Sheets (1981)
- Charli (1981)
- Country Comfort (1981)
- Dancers (1981)
- Erotic World of Vanessa (1981)
- Filthy Rich (1981)
- Seka's Fantasies (1981)
- Skintight (1981)
- Swedish Erotica 28 (1981)
- Baby Cakes (1982)
- Body Talk (1982)
- Fox Holes (1982)
- Mistress 1 (1982)
- Nasty Nurses (1982)
- Titillation (1982)
- Wild Dallas Honey (1982)
- Burning Desires (1983)
- Cumshot Revue 1 (1983)
- Desire (1983)
- Eyes of a Dreamer (1983)
- Hustler Video Magazine 1 (1983)
- Intimate Realities 2 (1983)
- Naughty Girls Need Love Too (1983)
- Playing with Fire (1983)
- Why Gentlemen Prefer Blondes (1983)
- Critic's Choice 2 (1984)
- Dial F for Fantasy (1984)
- Erotic Radio WSEX (1984)
- Frisky Business (1984)
- From Russia with Lust (1984)
- Limited Edition 34 (1984)
- One Night at a Time (1984)
- Passion Play (1984)
- Scared Stiff (1984)
- Stud Hunters (1984)
- X-team (1984)
- Age of Consent (1985)
- Bedtime Tales (1985)
- Blacks and Blondes 20 (1985)
- Bodies By Jackie (1985)
- Cumshot Revue 2 (1985)
- Desperate Women (1985)
- Erotic Aerobics (1985)
- Family Secrets (1985)
- Free and Foxy (1985)
- Gentlemen Prefer Ginger (1985)
- Having It All (1985)
- Hot Chocolate 2 (1985)
- It's My Body (1985)
- Legs (1985)
- Looking for Mr. Goodsex (1985)
- Losing Control (1985)
- Love Scene (1985)
- Reel People 2 (1985)
- Snatchbuckler (1985)
- Squalor Motel (1985)
- Titillation (1985)
- Amber Pays the Rent (1986)
- Angels of Passion (1986)
- Autobiography of Herman Flogger (1986)
- Bachelor's Paradise (1986)
- Backdoor to Hollywood 1 (1986)
- Backdoor to Hollywood 2 (1986)
- Backside To The Future 1 (1986)
- Battle of the Titans (1986)
- Beverly Hills Copulator (1986)
- Beverly Hills Cox, regia di Paul Vatelli (1986)
- Big Melons 8 (1986)
- Black Valley Girls (1986)
- Blazing Bedrooms (1986)
- Bottoms Up Series 8 (1986)
- Cagney and Stacey (1986)
- California Reaming (1986)
- Club Exotica 2 (1986)
- Club Ginger (1986)
- Crocodile Blondee 1 (1986)
- Dark Side of the Moon (1986)
- Devil in Miss Dare (1986)
- Diamond Collection 75 (1986)
- Diamond Collection 78 (1986)
- Dirty Dreams (1986)
- Dirty Harriet (1986)
- Double Standards (1986)
- Dr. Truth's Great Sex (1986)
- Forbidden Bodies (1986)
- Getting Ready (1986)
- Girls on F Street (1986)
- Good to the Last Drop (1986)
- Hannah Does Her Sisters (1986)
- Hard Candy (1986)
- Honeymoon Harlots (1986)
- Dirty Dreams (1986)
- Dirty Harriet (1986)
- Double Standards (1986)
- Dr. Truth's Great Sex (1986)
- Forbidden Bodies (1986)
- Getting Ready (1986)
- Girls on F Street (1986)
- Good to the Last Drop (1986)
- Hannah Does Her Sisters (1986)
- Hard Candy (1986)
- Honeymoon Harlots (1986)
- Hot Gun (1986)
- Hot Nights Hard Bodies (1986)
- House of the Rising Moon (1986)
- Hyapatia Lee's Wild Wild West (1986)
- I Wanna Be A Bad Girl (1986)
- Immoral Majority (1986)
- In All the Right Places (1986)
- Jane Bond Meets Octopussy (1986)
- Kiss of the Married Woman (1986)
- Layout (1986)
- Lottery Fever (1986)
- Luscious Lucy In Love (1986)
- Lust With The Stranger (1986)
- Man Trap (1986)
- Miami Spice 1 (1986)
- Miami Spice 2 (1986)
- Mitzi's Honor (1986)
- Nooner (1986)
- Pink and Pretty (1986)
- Pumping Irene 1 (1986)
- Red Garter (1986)
- Rich And Sassy (1986)
- Ride the Pink Lady (1986)
- Rough Draft (1986)
- Sacrificed To Love (1986)
- Scandals: Buffy Davis (1986)
- Scandals: Krista Lane (1986)
- Science Friction (1986)
- Seduction of Jennifer (1986)
- Sex with a Stranger (1986)
- Sexy Delights 1 (1986)
- Sophisticated Women (1986)
- Sweethearts (1986)
- Switch Hitters 1 (1986)
- Temperature's Rising (1986)
- Titty Committee (1986)
- Tunnel of Love (1986)
- Up All Night (1986)
- Women in Uniform (1986)
- World According To Ginger (1986)
- Year of the Sex Dragon (1986)
- Adult Video Therapist (1987)
- Amber Lynn's Hotline 976 (1987)
- Barbara the Barbarian (1987)
- Best of Diamond Collection 9 (1987)
- Beyond the Denver Dynasty (1987)
- Big Melons 12 (1987)
- Black Silk Secrets (1987)
- Cabaret Sin (1987)
- Charmed and Dangerous (1987)
- Convenience Store Girls (1987)
- Cram Session (1987)
- Dinner Party (1987)
- Dr. Juice's Lust Potion (1987)
- Empire of the Sins (1987)
- Endzone (1987)
- Erotic Starlets 21: Brittany Stryker (1987)
- Fun House (1987)
- Girls of Double D 3 (1987)
- Girls Who Love To Suck (1987)
- Good Lust Charm (1987)
- Holiday For Angels (1987)
- Imaginary Lovers (1987)
- Insatiable Hyapatia Lee (1987)
- L.A. Raw (1987)
- La Bimbo (1987)
- Ladies Room (1987)
- Le Hot Club (1987)
- Lingerie Party (1987)
- Load Warrior (1987)
- Load Warrior 2 (1987)
- Loose Ends 3 (1987)
- Love Scenes for Loving Couples (1987)
- Night Before (1987)
- Nymphette Does Hollywood (1987)
- Oral Mania (1987)
- Oral Mania 2 (1987)
- Peggy Sue (1987)
- Playing for Passion (1987)
- Private Encounters (1987)
- Pumping Irene 2 (1987)
- Real Men Eat Keisha (1987)
- Robofox (1987)
- Seduction By Fire (1987)
- Sex In The Great Outdoors (1987)
- Soft Warm Rain (1987)
- Star Cuts 85: Sheena Horne (1987)
- Sticky Situation (1987)
- Strange Love (1987)
- Strictly Business (1987)
- Summer Lovers (1987)
- Takin' It To The Streets (1987)
- Tales of the Uncensored (1987)
- To Lust In LA (1987)
- Touchables (II) (1987)
- Tracy and the Bandit (1987)
- Trampire (1987)
- What's Up Doc (1987)
- Wide World of Sex (1987)
- Young and Innocent (1987)
- A.S.S. (1988)
- Afro Erotica 30 (1988)
- Amber Lynn Non-stop (1988)
- Amber Lynn's Peter Meter (1988)
- Anal Attraction (1988)
- Angel Kelly Raw (1988)
- Angel Rising (1988)
- Angela Baron Behind the Scenes (1988)
- Asses to Asses Lust to Lust (1988)
- Back to Rears (1988)
- Barbii Unleashed (1988)
- Batteries Included (1988)
- Best of Annette Haven (1988)
- Bimbo Cheerleaders From Outer Space (1988)
- Bionca On Fire (1988)
- Bitch is Back (1988)
- Blue Vanities 55 (1988)
- Built for Sex (1988)
- Case of the Crooked Cathouse (1988)
- Casing The Crack (1988)
- Cat Scratch Fever (1988)
- Crack Down (1988)
- Debbie 4 Hire (1988)
- Diamond Collection Double X 15 (1988)
- Diamond Collection Double X 16 (1988)
- Diamond Collection Double X 22 (1988)
- Ebony and Ivory Fantasies (1988)
- Edible Vegetables (1988)
- Educating Kascha (1988)
- Eleventh Commandment (1988)
- Find Your Love (1988)
- Fistful Of Bimbos (1988)
- From Rags To Riches (1988)
- Good Morning Saigon (1988)
- Heat of the Nite (1988)
- Heiress (1988)
- Here's Looking At You (1988)
- Honky Tonk Angels (1988)
- Hot Summer Nights (1988)
- I Can't Get No Satisfaction (1988)
- I Love You Molly Flynn (1988)
- In a Crystal Fantasy (1988)
- Infidelity (1988)
- Invasion of the Samurai Sluts From Hell (1988)
- Kink (1988)
- Krystal Balling (1988)
- KUNT TV (1988)
- Lady in Black (1988)
- Last Temptation Of Kristi (1988)
- Loose Ends 5 (1988)
- Lust Incorporated (1988)
- Lust Weekend (1988)
- Mammary Lane (1988)
- Maxine (1988)
- My Wife is a Call Girl (1988)
- Nicole Stanton Story 1 (1988)
- Nicole Stanton Story 2 (1988)
- Nina Does 'em All (1988)
- Nina's Knockouts (1988)
- Precious Gems (1988)
- Proposals (1988)
- Pure Sex (1988)
- Rachel Ryan Exposed (1988)
- Rachel Ryan RR (1988)
- Raging Weekend (1988)
- Robofox 2 (1988)
- Robofox 2 (new) (1988)
- Saddletramp (1988)
- Search For An Angel (1988)
- Sex Asylum 3 (1988)
- Sex Lives of the Rich And Famous 1 (1988)
- Sex Lives of the Rich And Famous 2 (1988)
- Shaved Sinners 2 (1988)
- Showstoppers (1988)
- Sins of Angel Kelly (1988)
- Skin Dive (1988)
- Taija's Tasty Treats (1988)
- Talk Dirty to Me 6 (1988)
- Taste of Porsche (1988)
- Three Men And A Barbi (1988)
- Two on One 1 (1988)
- Wet Dream on Elm Street (1988)
- Wet 'n Bare with Barbara Dare (1988)
- White Trash Black Splash (1988)
- Wild In The Woods (1988)
- Young and Wrestling 1 (1988)
- 50 Ways To Lick Your Lover (1989)
- All American Girl (1989)
- Angel of the Island (1989)
- At The Pornies (1989)
- Aussie Vice (1989)
- Bedtime Stories (1989)
- Beefeaters (1989)
- Best of Loose Ends (1989)
- Big Thrill (1989)
- Bimbo Bowlers From Buffalo (1989)
- Blowing In Style (1989)
- Blue Movie (1989)
- Bod Squad (1989)
- Body Music (1989)
- Breast Stroke 2 (1989)
- Breathless (1989)
- Bring on the Virgins (1989)
- Bushwhackers (1989)
- Busted (1989)
- Casbah Fantasy (1989)
- Coming of Age (1989)
- Cool Sheets (1989)
- Cum Rain Cum Shine (1989)
- Cumshot Revue 5 (1989)
- Debbie Does Em All 2 (1989)
- Deep Inside Barbii (1989)
- Devil in the Blue Dress (1989)
- Dick Tracer (1989)
- Dirty Movies (1989)
- Easy Way Out (1989)
- Edge of Heat 2 (1989)
- Fast Girls 2 (1989)
- First Impressions (1989)
- Foolish Pleasures (1989)
- For Her Pleasure Only (1989)
- For Your Lips Only (1989)
- Gang Bangs 2 (1989)
- Girl With The Blue Jeans Off (1989)
- Girls of Double D 10 (1989)
- Good Neighbors Come In All Colors (1989)
- Hawaii Vice 5 (1989)
- Hot Buns (1989)
- Illicit Affairs (1989)
- Introducing Tabitha (1989)
- Invisible Girl (1989)
- Kinky Business 2 (1989)
- Kisses Don't Lie (1989)
- Late Night For Lovers (1989)
- Legend of Sleepy Hollow (1989)
- Legends of Porn 2 (1989)
- Little Miss Dangerous (1989)
- Loose Ends 6 (1989)
- Low Blows (1989)
- Magic Shower (1989)
- Mischief In The Mansion (1989)
- Mistaken Identity (1989)
- My Bare Lady (1989)
- Mystic Pieces (1989)
- No More Mr. Nice Guy (1989)
- Oh! You Beautiful Doll (1989)
- On Your Honor (1989)
- One Wife To Give (1989)
- Oriental Action 3 (1989)
- Oriental Spice (1989)
- Outlaw (1989)
- Outrageous Orgies 6 (1989)
- Paris Burning (1989)
- Parting Shots (1989)
- Perils Of Paula (1989)
- Phone Sex Girls Australia (1989)
- Play Me (1989)
- Pleasure is My Business (1989)
- Power Blonde (1989)
- Rain Woman (1989)
- Rear View (1989)
- Red Hot Fire Girls (1989)
- Red Velvet (1989)
- Return To Bazooka County (1989)
- Saturday Night Special (1989)
- Savage Fury 2 (1989)
- Sea Of Lust (1989)
- Secret Cravings (1989)
- Sex Crazy (1989)
- Sextectives (1989)
- Sexual Obsession (1989)
- Shadows In The Dark (1989)
- Sleeping Beauty Aroused (1989)
- Splash Shots (1989)
- Squirt on the Hunt (1989)
- Studio Sex (1989)
- Swedish Erotica Featurettes 2 (1989)
- Taboo 7 (1989)
- Talk Dirty to Me 7 (1989)
- Taste of Angela (1989)
- Taste of Ariel (1989)
- Taste of Candie Evans (1989)
- Taste of Stephanie (1989)
- Taste of Tori Welles (1989)
- Those Lynn Girls (1989)
- Too Hot To Stop (1989)
- Torrid Without A Cause (1989)
- Trouble (1989)
- True Blue (1989)
- True Confessions Of Hyapatia Lee (1989)
- True Confessions Of Tori Welles (1989)
- Twentieth Century Fox (1989)
- Unchain My Heart (1989)
- Uniform Behavior (1989)
- Video Voyeur 2 (1989)
- Wacky World of X-rated Bloopers (1989)
- Westside Tori (1989)
- Wet Fingers (1989)
- Who Framed Ginger Grant (1989)
- Who Reamed Rosie Rabbit 1 (1989)
- Wicked Sensations 2 (1989)
- Wild Women 19: Elle Rio (1989)
- Wild Women 44: Keisha (1989)
- Words Of Love (1989)
- Working Overtime (1989)
- X Dreams (1989)
- Young and Wrestling 2 (1989)
- Aja X-posed (1990)
- Amazing Tails 5 (1990)
- Anal Addiction 2 (1990)
- Anal Nation 1 (1990)
- Analizer (1990)
- As Dirty as She Wants to Be (1990)
- As The Spirit Moves You (1990)
- Australian Connection (1990)
- Back to Nature (1990)
- Backdoor to Hollywood 12 (1990)
- Beauty and the Beast 2 (1990)
- Behind You All The Way 2 (1990)
- Best of Kelly Blue (1990)
- Big Game (1990)
- Bimbo Bowlers from Boston (1990)
- Blonde Ice 1 (1990)
- Boobs Butts and Bloopers 1 (1990)
- Breast Side Story (1990)
- Bush League 1 (1990)
- Buttwoman 1 (1990)
- Clean and Dirty (1990)
- Club Head (1990)
- Club Head (new) (1990)
- Corruption (1990)
- Deep Inside Charli (1990)
- Deep Inside Danielle (1990)
- DeRenzy Tapes (1990)
- Desire (1990)
- Door To Door (1990)
- Double Take (1990)
- Dr. Jeckel And Ms. Hide (1990)
- Earthquake Girls (1990)
- Eat Em And Smile (1990)
- Edge of Sensation (1990)
- End Of Innocence (1990)
- Erotic Explosions 6 (1990)
- Eternity (1990)
- Everything Goes (1990)
- Famous Anus (1990)
- Forbidden Games (1990)
- Forced Love (1990)
- Forever (1990)
- Ginger Then and Now (1990)
- Great Expectations (1990)
- Here's Looking At You (new) (1990)
- Hidden Desire (1990)
- Holly Does Hollywood 4 (1990)
- Hollywood Hustle 1 (1990)
- Hot Diggity Dog (1990)
- Hot Diggity Dog (new) (1990)
- Hot Meat (1990)
- House of Dreams (1990)
- Images Of Desire (1990)
- Immorals 4 (1990)
- In the Can (1990)
- In the Jeans Again (1990)
- Introducing Danielle (1990)
- Invitation Only (1990)
- Last Resort (1990)
- Legend (1990)
- Legend 2 (1990)
- Lick My Lips (1990)
- Love In An Elevator (1990)
- Love on the Line (1990)
- Love Shack (1990)
- Lover's Trance (1990)
- Lunar Lust (1990)
- Luscious Baker Girls (1990)
- Magic Box (1990)
- Meltdown (1990)
- Miss Directed (1990)
- Mistaken Identity (1990)
- More Dirty Debutantes 5 (1990)
- More Dirty Debutantes 6 (1990)
- Mummy Dearest 2 (1990)
- Naked Truth (1990)
- Never Enough (1990)
- New Barbarians (1990)
- The New Barbarians 2 (1990)
- New Sensations (1990)
- Night Trips 2 (1990)
- Only the Best of Barbara Dare (1990)
- Oral Clinic (1990)
- Passionate Lips (1990)
- Passions of Heather Lear (1990)
- Pawn Broker (1990)
- Please Me (1990)
- Pleasure Principle (1990)
- Porn On The Fourth Of July (1990)
- Power (1990)
- Rainwoman 2 (1990)
- Raunch 1 (1990)
- Read My Lips (1990)
- Return Of Dr. F (1990)
- Revenge of the Smart Ass (1990)
- Road Girls (1990)
- Scandalous (1990)
- Scarlet Mistress (1990)
- Scream in the Night (1990)
- Search For Pink October (1990)
- Secrets (1990)
- Sexual Intent (1990)
- Sexual Relations (1990)
- Shifting Gere (1990)
- Simply Irresistible (1990)
- Smart Aleck (1990)
- Smart Ass Vacation (1990)
- Smooth And Easy (1990)
- Sweet Chastity (1990)
- Swing And Swap Party 2 (1990)
- Taboo 8 (1990)
- Tale Of Two Titties (1990)
- Tales By Taylor (1990)
- Taming of Tami (1990)
- Taste of Barbii (1990)
- Taste of Purple Passion (1990)
- Taste of Tami Monroe (1990)
- Tease (1990)
- Tori Tori Tori Boy/girl Hits (1990)
- Torrid Without A Cause 2 (1990)
- Total Reball (1990)
- Touch Of Gold (1990)
- Trick Tracy 1 (1990)
- Trick Tracy 2 (1990)
- True Sin (1990)
- Tug Of Love (1990)
- Vegas: Joker's Wild (1990)
- Vegas: Let It Ride (1990)
- Vegas: Royal Flush (1990)
- Violation of Tori Welles (1990)
- Vogue (1990)
- Wet Paint (1990)
- Who Reamed Rosie Rabbit 2 (1990)
- Wild Wild Chest 1 (1990)
- 2 Times A Virgin (1991)
- 40 Something 2 (1991)
- Acts Of Confession (1991)
- Adult Video News Awards 1991 (1991)
- All Night Long (II) (1991)
- All That Sex (1991)
- Alley Cat (1991)
- Americans Most Wanted (1991)
- Anal Encounters 1 (1991)
- Anal Fever (1991)
- Another Rear View (1991)
- Asian Silk (1991)
- Ass Backwards (1991)
- Autoerotica 1 (1991)
- Autoerotica 2 (1991)
- Avenging Angeli (1991)
- Barlow Affair (1991)
- Beaver Ridge (1991)
- Bedtime for Byron (1991)
- Biker Chicks In Love (1991)
- Bite (1991)
- Blonde Riders (1991)
- Blonde Savage (1991)
- Blowjob Betty (1991)
- Bung Ho Babes (1991)
- Burn (1991)
- Casey At Bat (1991)
- Casing The Crack (new) (1991)
- Cheeks 5 (1991)
- Cockateer 1 (1991)
- Cram Session (new) (1991)
- Cum to Dinner (1991)
- Debbie Does Wall Street (1991)
- Deception (1991)
- Devil's Agenda: Miss Jones (1991)
- Dirty Looks (1991)
- Dr. Butts 1 (1991)
- Easy Way (1991)
- Ecstasy (1991)
- Editor's Choice 2 (1991)
- Even More Dangerous (1991)
- Everything Butt 2 (1991)
- Eye of the Needle (1991)
- Flashpoint (1991)
- Four Alarm (1991)
- Friends And Lovers 2 (1991)
- Gere Up (1991)
- Gift of Love (1991)
- Girls of Silicon Valley (1991)
- Handful Of Summers (1991)
- Hot Meat (new) (1991)
- Hothouse Rose 1 (1991)
- Hyapatia Lee's Best Boy/Girl Scenes (1991)
- I'm No Brat (1991)
- Imagine (1991)
- Indian Summer (1991)
- Indian Summer 2: Sandstorm (1991)
- Island Girls: Rip Tide (1991)
- Last Tango in Rio (1991)
- Lather (1991)
- Legend 3 (1991)
- Little Christmas Tail (1991)
- Loose Lips (1991)
- Madam X (1991)
- Malibu Spice (1991)
- Maneaters (1991)
- Mark Of Zara (1991)
- Married with Hormones 1 (1991)
- Midas Touch (1991)
- Moist To The Touch (1991)
- More Dirty Debutantes 10 (1991)
- More Dirty Debutantes 11 (1991)
- More Dirty Debutantes 7 (1991)
- More Dirty Debutantes 8 (1991)
- More Dirty Debutantes 9 (1991)
- New Wave Hookers 2 (1991)
- No Time For Love (1991)
- Obsession (1991)
- Only Game In Town? (1991)
- Oral Majority 8 (1991)
- Play Christy For Me (1991)
- Postcards From Abroad (1991)
- Precious Peaks (1991)
- Purely Sexual (1991)
- Put It In Gere (1991)
- Putting Her Ass On The Line (1991)
- Rapture (1991)
- Ravaged Rivalry (1991)
- Sex Trek 2 (1991)
- Shattered (1991)
- Shot In The Mouth 2 (1991)
- Skin Deep (1991)
- Sleeping With Emily (1991)
- Soft Tail (1991)
- Stake Out (1991)
- Steamy Windows (1991)
- Sterling Silver (1991)
- Talk Dirty to Me 8 (1991)
- Tasting (1991)
- Titty Slickers 1 (1991)
- Tools of the Trade (1991)
- Touch Of Mink (1991)
- Two Girls for Every Guy 1 (1991)
- Used Cars (1991)
- Vanity (1991)
- Vegas: Black Jack (1991)
- Venus: Wings Of Seduction (1991)
- Vision (1991)
- Wicked Wenches (1991)
- Wild Goose Chase (1991)
- 2 Hung 2 Tongue (1992)
- A Chronicles (1992)
- Adult Video News Awards 1992 (1992)
- Amber Waves (1992)
- Anal Analysis (1992)
- Anal Cuties of Chinatown 1 (1992)
- Anal Cuties of Chinatown 3 (1992)
- Anal Encounters 4 (1992)
- Anal Encounters 8 (1992)
- Anal Kitten (1992)
- Anal Rookies 1 (1992)
- Anal Sluts And Sweethearts 1 (1992)
- Anals Of History 2 (1992)
- Andrew Blake's Girls (1992)
- Assford Wives (1992)
- Backing In 3 (1992)
- Backway Inn 1 (1992)
- Balling Instinct (1992)
- Bareass Naked Gun (1992)
- Bedrooms And Boardrooms (1992)
- Best Butt in the West 1 (1992)
- Best of Raunch (1992)
- Best of Shaved Sinners (1992)
- Best Rears of Our Lives (1992)
- Bimbo (1992)
- Black Encounters (1992)
- Blazing Boners (1992)
- Bonnie and Clyde 1 (1992)
- Boomeranal (1992)
- Bush Pilots 2 (1992)
- Butt's Up Doc 3 (1992)
- Cockateer 2 (1992)
- Collectible (1992)
- Coming Clean (1992)
- Confessions (1992)
- Cookie 'n Cream (1992)
- Crash in the Rear (1992)
- Dear Bridgette (1992)
- Deep Inside Ona Zee (1992)
- Diamond Collection Double X 65 (1992)
- Dirty Little Mind Of Martin Fink (1992)
- Disoriented (1992)
- Dixie Dynamite And The All-star Tit Queens (1992)
- Dr. Butts 2 (1992)
- Dragon Lady (1992)
- Elvis Slept Here (1992)
- Erotica (1992)
- Excitable (1992)
- Gangbang Girl 1 (1992)
- Gangbang Girl 2 (1992)
- Ghostwriter (1992)
- Goddaughter 1 (1992)
- Goddaughter 2 (1992)
- Gold LeMay (1992)
- Great Expectations (new) (1992)
- Group Therapy (1992)
- Halloweenie (1992)
- Heartbeats (1992)
- Hidden Obsessions (1992)
- Honey I Blew Everybody 2 (1992)
- In Deep with the Devil (1992)
- Inside Job (1992)
- Latin Lust (1992)
- Lies Of Passion (1992)
- Loads of Fun 3 (1992)
- Lust Connection (1992)
- Manbait 2 (1992)
- Maneater (1992)
- Married With Hormones 2 (1992)
- Memories Of Monroe (1992)
- Miracle On 69th Street (1992)
- Mirage 2 (1992)
- Moore! Moore! Moore! (1992)
- More Dirty Debutantes 12 (1992)
- More Dirty Debutantes 13 (1992)
- More Dirty Debutantes 14 (1992)
- More Dirty Debutantes 15 (1992)
- More Dirty Debutantes 16 (1992)
- More Dirty Debutantes 18 (1992)
- Naked Edge (1992)
- Nightmare on Dyke Street (1992)
- Poor Little Rich Girl (1992)
- Prelude (1992)
- Pretty in Peach (1992)
- Prince Of Lies (1992)
- Private Dancer (1992)
- Radical Affairs 3 (1992)
- Revealed (1992)
- Romancing The Butt (1992)
- Savannah Superstar (1992)
- Secret Fantasies 2 (1992)
- Sex Trek 3 (1992)
- Sex Under Glass (1992)
- Sexual Limits (1992)
- Silver Elegance (1992)
- Silver Seduction (1992)
- Sinderella 1 (1992)
- Sinderella 2 (1992)
- Single White Woman (1992)
- Sittin' Pretty 2 (1992)
- Slipping It In (1992)
- Sodom and Gomorrah (1992)
- Sodomania 1 (1992)
- Someone Else (1992)
- Spanish Fly (1992)
- Speedtrap (1992)
- Spellbound (1992)
- Star Spangled Banger (1992)
- Summer Games (1992)
- Sweet Dreams (1992)
- Tailiens 2 (1992)
- Tailiens 3 (1992)
- Tale Of Two Titties (new) (1992)
- Transparent Desires (1992)
- Wet Sex 1 (1992)
- Wildflower 1 (1992)
- Wildflower 2 (1992)
- Witching Hour (1992)
- Wong Side of Town (1992)
- Wrapped Up (1992)
- Adult Video News Awards 1993 (1993)
- American Garter (1993)
- Amorous Amateurs 29 (1993)
- Anal Climax 3 (1993)
- Anal Co-ed (1993)
- Anal Lover 2 (1993)
- Anal Rampage 2 (1993)
- Anal Recall (1993)
- Anal Sensations (1993)
- Anal Team (1993)
- Anus The Menace (1993)
- Asian Invasion (1993)
- Back in Style (1993)
- Backdoor Brides 4 (1993)
- Backdoor to Cannes (1993)
- Behind the Back Door 6 (1993)
- Bend Over (1993)
- Bikini Beach (1993)
- Bikini Beach 2 (1993)
- Black Dirty Debutantes (1993)
- Blonde and the Beautiful 1 (1993)
- Blonde and the Beautiful 2 (1993)
- Blonde Ice 2 (1993)
- Blowjob Baby (1993)
- Bonnie and Clyde [Director's Cut] (1993)
- Bonnie and Clyde 2 (1993)
- Booby Prize (1993)
- Boss (1993)
- Bottoms Up (II) (1993)
- Breastman Goes To Breastland (1993)
- Caged Fury (1993)
- Casanova (1993)
- Cheeks 7 (1993)
- Cherry Cheeks (1993)
- Club DV8 1 (1993)
- Constant Craving (1993)
- D.P. Women (1993)
- Deep Inside Dirty Debutantes 1 (1993)
- Deep Inside Nina Hartley 1 (1993)
- Deep Inside Selena Steele (1993)
- Deep Inside the Orient (1993)
- Deep Inside Tiffany Mynx (1993)
- Deep Inside Victoria Paris (1993)
- Dial N for Nikki (1993)
- Diamond Collection Double X 79 (1993)
- Dr. Butts 3 (1993)
- Eclipse (1993)
- Everybody's Playmate (1993)
- Exhibition a Cannes (1993)
- Fantasies (1993)
- Fantasy Exchange (1993)
- Feds in Bed (1993)
- Fetish Fever (1993)
- From a Whisper to a Scream (1993)
- Full Moon Bay (1993)
- Geisha's Secret (1993)
- Hard to Stop (1993)
- Heads Or Tails (1993)
- Heaven Scent (II) (1993)
- Hollywood Studs (1993)
- Hollywood Swingers 10 (1993)
- Howard Sperm Show (1993)
- Hypnotic Passions (1993)
- Jet Stream (1993)
- Kelly 18 1 (1993)
- Kelly 18 2 (1993)
- Lacy's Hot Anal Summer (1993)
- Last Anal Hero (1993)
- Les Femmes Erotiques (1993)
- Lethal Lolita (1993)
- M Series 7 (1993)
- Miss Anal America (1993)
- More Dirty Debutantes 20 (1993)
- Museum Of Living Art (1993)
- Nasty Girls 2 (1993)
- Naughty But Nice (1993)
- Naughty Nurses (1993)
- New Ends 1 (1993)
- Once Upon An Anus (1993)
- One Of Our Porn Stars is Missing (1993)
- Orgy (1993)
- Orgy 2 (1993)
- Orgy 3 (1993)
- Other People's Pussy (1993)
- Parlor Games (1993)
- Playin' With Fire (1993)
- Poor Little Rich Girl 2 (1993)
- Possessions (1993)
- Psychic (1993)
- Pussyman 2 (1993)
- Radical Affairs 7 (1993)
- Ready Willing And Anal (1993)
- Real In Windows (1993)
- Rocket Girls (1993)
- Roto-rammer (1993)
- Savannah Affair (1993)
- Savannah's Last Stand (1993)
- Scent Of A Girl (1993)
- Seeing Red (1993)
- Servin' It Up (1993)
- Sex Ranch (1993)
- Sex Range (1993)
- Shameless Lady (1993)
- Single Tight Female (1993)
- Sodomania 2 (1993)
- Sodomania 5 (1993)
- Songbird (1993)
- Stacked with Honors (1993)
- Sticky Lips (1993)
- Superstar Sex Challenge 1 (1993)
- Swedish Erotica Hard 2000 (1993)
- Swedish Erotica Hard 24 (1993)
- Tails From The Zipper 1 (1993)
- Teri Diver's Bedtime Tales (1993)
- Too Hot To Touch 2 (1993)
- True Legends of Adult Cinema: The Modern Video Era (1993)
- Truth Or Dare (1993)
- Ultra Head (1993)
- Unashamed (1993)
- Unchained Melanie (1993)
- Up And Cummers 1 (1993)
- Up and Cummers 2 (1993)
- Up and Cummers 3 (1993)
- Up And Cummers 5 (1993)
- Vampire's Kiss (1993)
- Video Virgins 3 (1993)
- Warm Pink (1993)
- Wicked Wish (1993)
- Willing Women (1993)
- WPINK TV 4 (1993)
- WPINK TV 5 (1993)
- You Bet Your Buns (1993)
- A nous les petites Cannoises (1994)
- Adult Video News Awards 1994 (1994)
- Bad Girls 4: Jayebird (1994)
- Belles à jouir 3 (1994)
- Best of Dr. Butts (1994)
- Best of Oriental Anal 1 (1994)
- Bikini Beach 3 (1994)
- Butt Sisters Do Detroit (1994)
- Certifiably Anal (1994)
- Channel Blonde (1994)
- Chinatown (1994)
- Close to the Edge (1994)
- Dinner Party 1 (1994)
- Dirty Laundry 1 (1994)
- Foolproof (1994)
- Freak Dat Booty (1994)
- Hello Norma Jeane (1994)
- In X-cess (1994)
- Jiggly Queens 2 (1994)
- Lil'Ms. Behaved (1994)
- Loads of Fun 6 (1994)
- Loosä Goosä (1994)
- Made to Order (1994)
- Masseuse 2 (1994)
- Misfits (1994)
- More Dirty Debutantes 30 (1994)
- More Dirty Debutantes 32 (1994)
- Palm Springs or Bust (1994)
- Parties Culières à Las Vegas 4 (1994)
- Price Was Right (1994)
- Sexy Nurses 2 (1994)
- Sodomania: Baddest of the Best (1994)
- Stiff Competition 2 (1994)
- Strippers Inc. (1994)
- Submission (1994)
- Sure Thing (1994)
- Takin' It To The Limit 1 (1994)
- Tattle Tail (1994)
- Tiffany Mynx, Wildcat (1994)
- Tongue in Cheek (1994)
- Undercover Lover (1994)
- Up And Cummers 10 (1994)
- Up And Cummers 11 (1994)
- Up And Cummers 12 (1994)
- Up And Cummers 13 (1994)
- Up And Cummers 14 (1994)
- Up and Cummers 4 (1994)
- Up And Cummers 6 (1994)
- Up And Cummers 7 (1994)
- Up And Cummers 8 (1994)
- Up And Cummers 9 (1994)
- Up And Cummers The Movie (1994)
- Use It Or Lose It (1994)
- Younger Women Older Men 2 (1994)
- Adult Affairs (1995)
- Adult Video News Awards 1995 (1995)
- Blacks And Whites 2 (1995)
- Boiling Point (1995)
- Color Me Anal (1995)
- Companion: Aroused 2 (1995)
- Deep Inside Debi Diamond (1995)
- Deep Inside P.J. Sparxx (1995)
- Dirty Bob's Xcellent Adventures 20 (1995)
- Dirty Bob's Xcellent Adventures 23 (1995)
- Face To Face (1995)
- French Twist (1995)
- Hotsex 5: Cannes Connection 2 (1995)
- I Love Lesbians 1 (1995)
- Le best of des stars de Laetitia (1995)
- Love Dancers (1995)
- Lovin' Spoonfuls 4 (1995)
- Major Fucking Slut (1995)
- Misty at Midnight (1995)
- Pussy Clips 8 (1995)
- Pussywoman 3 (1995)
- Radical Affairs 9 (1995)
- Raunch 10 (1995)
- Raw Sex 1 (1995)
- Rumpman Goes To Cannes (1995)
- Strippers Inc. 2 (1995)
- Strippers Inc. 3 (1995)
- Superb (1995)
- Superstars of Porn 3: Britt Morgan Takes It on the Chin (1995)
- Up And Cummers 15 (1995)
- Up And Cummers 16 (1995)
- Up And Cummers 17 (1995)
- Up And Cummers 18 (1995)
- Up And Cummers 19 (1995)
- Up And Cummers 20 (1995)
- Up And Cummers 21 (1995)
- Up And Cummers 22 (1995)
- Up And Cummers 23 (1995)
- Up And Cummers 24 (1995)
- Weekend At Joey's (1995)
- Whore House (1995)
- World Sex Tour 1 (1995)
- World Sex Tour 2 (1995)
- Adult Video News Awards 1996 (1996)
- American Dream Girls 5 (1996)
- Asses Galore 3: Pure Evil (1996)
- Best Butt in the West 3 (1996)
- Betrayed (1996)
- Blondes With Beautiful Butts (1996)
- Blue Dreams (1996)
- Bound For Pleasure (1996)
- BurlesXXX (1996)
- BurlesXXX 2 (1996)
- Carnal Cuties (1996)
- Clock Strikes Bizarre on Butt Row (1996)
- Cumback Pussy 1 (1996)
- Cumming Clean (1996)
- Dancing in the Dark (1996)
- Dirty Bob's Xcellent Adventures 27 (1996)
- Expose Me Again (1996)
- Get Lucky (1996)
- Hells Anals (1996)
- Illicit Entry (1996)
- Just Do It (1996)
- Kink 3 (1996)
- Latex Leather and Lace (1996)
- Lollipop Lickers (1996)
- Lovin' Spoonfuls 7: More Best of Dirty Debutantes (1996)
- Nici Sterling's American Fan Club Prowl (1996)
- Nikki Dial's Secrets Of Sexcess (1996)
- Ona's Awesome Anals (1996)
- Oral Obsession 2: Phone Booth (1996)
- Pickup Lines 6 (1996)
- Pickup Lines 8 (1996)
- Primarily Yours (1996)
- Pussy Clips 12 (1996)
- Pussyman 14 (1996)
- Raw Sex 2 (1996)
- Scotty's X-rated Adventure (1996)
- Snatch Masters 18 (1996)
- Suburban Swingers 2 (1996)
- Taboo 16 (1996)
- Up And Cummers 25 (1996)
- Up And Cummers 26 (1996)
- Up And Cummers 27 (1996)
- Up And Cummers 28 (1996)
- Up And Cummers 29 (1996)
- Up And Cummers 30 (1996)
- Up And Cummers 31 (1996)
- Up And Cummers 32 (1996)
- Up And Cummers 33 (1996)
- Up And Cummers 34 (1996)
- Up And Cummers 35 (1996)
- Up And Cummers 36 (1996)
- Video Adventures of Peeping Tom 1 (1996)
- Wacky World of Ed Powers (1996)
- Whiplash (1996)
- XXX (1996)
- XXX TV (1996)
- American Hot Ass (1997)
- Angel Eyes (1997)
- Backdoor Bunnies (1997)
- Cream Dream (1997)
- Cum One Cum All 1 (1997)
- Cumback Pussy 7 (1997)
- Daydreams Nightdreams (1997)
- Deep Inside Asia Carrera (1997)
- Dirty Bob's Xcellent Adventures 32 (1997)
- Dirty Bob's Xcellent Adventures 33 (1997)
- Dirty Bob's Xcellent Adventures 35 (1997)
- Escort Dä International (1997)
- Hells Anals 2 (1997)
- House of Anal Perversions (1997)
- LA Meat (1997)
- Last Little Whorehouse (1997)
- Lovin' Spoonfuls 9: More Best of Dirty Debutantes (1997)
- Mission Erotica (1997)
- Other Side of Shawnee (1997)
- Philmore Butts Taking Care Of Business (1997)
- Pickup Lines 14 (1997)
- Pussyman's All American Pussy Search (1997)
- Raw Sex 3 (1997)
- Raw Sex 4 (1997)
- Real Sex Magazine 2 (1997)
- Real Sex Magazine 3 (1997)
- Real Sex Magazine 5 (1997)
- Real Sex Magazine 6 (1997)
- Real Sex Magazine 7 (1997)
- Snatch Masters 34 (1997)
- Take 69 (1997)
- Twice in a Lifetime (1997)
- Up And Cummers 37 (1997)
- Up And Cummers 38 (1997)
- Up And Cummers 39 (1997)
- Up And Cummers 40 (1997)
- Up And Cummers 41 (1997)
- Up And Cummers 42 (1997)
- Up And Cummers 43 (1997)
- Up And Cummers 44 (1997)
- Up and Cummers 45 (1997)
- Up And Cummers 46 (1997)
- Video Adventures of Peeping Tom 6 (1997)
- Video Adventures of Peeping Tom 7 (1997)
- All For You (1998)
- America's 10 Most Wanted 3 (1998)
- Blue Vanities 308 (1998)
- Dinner Party At Six (1998)
- Erotic City 4 (1998)
- Forbidden (1998)
- Four Fucking Daughters (1998)
- Hollywood Hooters (1998)
- I Love Lesbians 3 (1998)
- I Love Lesbians 5 (1998)
- Last Movie (1998)
- Pickup Lines 25 (1998)
- Raw Sex 5 (1998)
- Real Sex Magazine 10 (1998)
- Real Sex Magazine 13 (1998)
- Real Sex Magazine 17 (1998)
- Up And Cummers 47 (1998)
- Up And Cummers 48 (1998)
- Up And Cummers 49 (1998)
- Up And Cummers 50 (1998)
- Up And Cummers 51 (1998)
- Up And Cummers 52 (1998)
- Up And Cummers 53 (1998)
- Up and Cummers 54 (1998)
- Up And Cummers 55 (1998)
- Up And Cummers 56 (1998)
- Up And Cummers 57 (1998)
- Up And Cummers 58 (1998)
- Up And Cummers 59 (1998)
- Up And Cummers 60 (1998)
- Adult Video News Awards 1999 (1999)
- Foot Lovers Only 1 (1999)
- Lovin' Spoonfuls 22: Best of Deep Inside Dirty Debutantes (1999)
- Lovin' Spoonfuls 25 (1999)
- Nymph Fever 1 (1999)
- Raw Sex 6 (1999)
- Real Female Masturbation 3 (1999)
- Real Sex Magazine 18 (1999)
- Sodomania: Director's Cut Classics 2 (1999)
- Up And Cummers 61 (1999)
- Up And Cummers 62 (1999)
- Up And Cummers 63 (1999)
- Up And Cummers 64 (1999)
- Up And Cummers 65 (1999)
- Up and Cummers 66 (1999)
- Up And Cummers 67 (1999)
- Up And Cummers 68 (1999)
- Up And Cummers 69 (1999)
- Up And Cummers 70 (1999)
- Up And Cummers 71 (1999)
- Up And Cummers 72 (1999)
- Up And Cummers 73 (1999)
- Up And Cummers 74 (1999)
- Up And Cummers 75 (1999)
- Up And Cummers 76 (1999)
- What A Piece of Ass (1999)
- Best of the Vivid Girls 30 (2000)
- Crazy About Asians 1 (2000)
- Foot Lovers Only 2 (2000)
- Foot Lovers Only 3 (2000)
- Las Vegas Revue 2000 (2000)
- Lovin' Spoonfuls 28: Best Of Continental Bop (2000)
- Lovin' Spoonfuls 34: Best Of Asian Dirty Debutantes (2000)
- Pickup Lines 50 (2000)
- Pickup Lines 58 (2000)
- Please Cum Inside Me 1 (2000)
- Real Female Masturbation 8 (2000)
- Totally Tiffany (2000)
- Up And Cummers 77 (2000)
- Up And Cummers 78 (2000)
- Up And Cummers 79 (2000)
- Up and Cummers 80 (2000)
- Up And Cummers 81 (2000)
- Up And Cummers 82 (2000)
- Up And Cummers 83 (2000)
- Up And Cummers 84 (2000)
- Up And Cummers 85 (2000)
- Up And Cummers 86 (2000)
- Up And Cummers 87 (2000)
- Up And Cummers 88 (2000)
- Up And Cummers 89 (2000)
- Up And Cummers 90 (2000)
- Wanna See Me Pee? 1 (2000)
- Beverly Hills Pool Party (2001)
- Crazy About Asians 2 (2001)
- Crazy About Latinas 1 (2001)
- Deep Inside Racquel Darrian (2001)
- Easy Ride Her (2001)
- Foot Lovers Only 4 (2001)
- Gangbanging Whores 8 (2001)
- Nikki Tyler: Extreme Close Up (2001)
- Please Cum Inside Me 2 (2001)
- Please Cum Inside Me 3 (2001)
- Please Cum Inside Me 4 (2001)
- Raw Sex 7 (2001)
- Real Female Masturbation 12 (2001)
- Stroke Of Genius (2001)
- Up And Cummers 91 (2001)
- Up And Cummers 92 (2001)
- Up And Cummers 93 (2001)
- Up and Cummers 94 (2001)
- Up And Cummers 95 (2001)
- Up And Cummers 96 (2001)
- Up And Cummers 97 (2001)
- Up and Cummers 98 (2001)
- 100% Blowjobs 6 (2002)
- Adult Video News Awards 2002 (2002)
- Anal Invasion 2 (2002)
- Behind the Scenes 14 (2002)
- Best of the West (2002)
- Crazy About Asians 3 (2002)
- Crazy About Black Girls (2002)
- Crazy About Latinas 2 (2002)
- Crazy About Latinas 3 (2002)
- Hannah Harper Exposed (2002)
- Jenna Haze: Exposed (2002)
- Monica Sweetheart Exposed (2002)
- More Stroke Of Genius (2002)
- Please Cum Inside Me 10 (2002)
- Please Cum Inside Me 5 (2002)
- Please Cum Inside Me 6 (2002)
- Please Cum Inside Me 7 (2002)
- Please Cum Inside Me 8 (2002)
- Please Cum Inside Me 9 (2002)
- Raw Sex 8 (2002)
- Shane Exposed (2002)
- Sunrise Adams Exposed (2002)
- Tera Patrick Exposed (2002)
- Up and Cummers 100 (2002)
- Up And Cummers 101 (2002)
- Up And Cummers 102 (2002)
- Up And Cummers 103 (2002)
- Up And Cummers 104 (2002)
- Up And Cummers 105 (2002)
- Up And Cummers 106 (2002)
- Up And Cummers 107 (2002)
- Up and Cummers 108 (2002)
- Up and Cummers 109 (2002)
- Up And Cummers 110 (2002)
- Up And Cummers 99 (2002)
- Young Cream Pies 2 (2002)
- Aurora Snow Exposed (2003)
- Belladonna Exposed (2003)
- Gauge Exposed (2003)
- Inari Vachs Exposed (2003)
- Little Oral Annie Rides Again (2003)
- Nici Sterling Exposed (2003)
- Please Cum Inside Me 11 (2003)
- Please Cum Inside Me 12 (2003)
- Please Cum Inside Me 13 (2003)
- Please Cum Inside Me 14 (2003)
- Please Cum Inside Me 15 (2003)
- Please Cum Inside Me 16 (2003)
- Shane and Friends (2003)
- Swedish Erotica 4Hr 11 (2003)
- Swedish Erotica 4Hr 12 (2003)
- Swedish Erotica 4Hr 19 (2003)
- Swedish Erotica 4Hr 22 (2003)
- Swedish Erotica 4Hr 24 (2003)
- Swedish Erotica 4Hr 3 (2003)
- Swedish Erotica 4Hr 9 (2003)
- Tera And Friends (2003)
- Up And Cummers 111 (2003)
- Up and Cummers 112 (2003)
- Up And Cummers 113 (2003)
- Up And Cummers 114 (2003)
- Up And Cummers 115 (2003)
- Up And Cummers 116 (2003)
- Up And Cummers 117 (2003)
- Up And Cummers 118 (2003)
- Up And Cummers 119 (2003)
- Up And Cummers 120 (2003)
- Up And Cummers 121 (2003)
- Up And Cummers 122 (2003)
- Up And Cummers 123 (2003)
- Young Cream Pies 7 (2003)
- Allysin Chaynes Exposed (2004)
- Ashley Blue and Friends (2004)
- Ashley Renee Exposed (2004)
- Channone Exposed (2004)
- Cum One Cum All 2 (2004)
- Dee Exposed (2004)
- Flick Shagwell Exposed (2004)
- Golden Age of Porn: Hyapatia Lee (2004)
- Jada Fox Exposed (2004)
- Jewel DeNyle And Friends (2004)
- Leanni Lei Exposed (2004)
- Lovin' Spoonfuls 51: Ed's Cover Girls Spanning The Years! 1995-1998 (2004)
- Lovin' Spoonfuls 59: Back in the Days (2004)
- Melanie Jagger Exposed (2004)
- Please Cum Inside Me 17 (2004)
- Please Cum Inside Me 18 (2004)
- Please Cum Inside Me 19 (2004)
- Rayveness Exposed (2004)
- Real Nikki Tyler, The (2004)
- Real White Trash 3 (2004)
- Strokin' to the Oldies: Seka (2004)
- Tommi Rose Exposed (2004)
- Up And Cummers 124 (2004)
- Vanessa's Anal Fiesta (2004)
- Wicked Divas: Julia Ann (2004)
- Young Buns 15 (2004)
- Young Cream Pies 10 (2004)
- Young Cream Pies 11 (2004)
- Young Cream Pies 9 (2004)
- Young Hot And Horny Girls (2004)
- Young Hot And Horny Girls 2 (2004)
- Amateurs and First Timers 2 (2005)
- Angel Long And Friends (2005)
- April Flowers Exposed (2005)
- Big Tits Tight Slits 1 (2005)
- Big Tits Tight Slits 2 (2005)
- Crush That Ass 4 (2005)
- Crush That Ass 5 (2005)
- Fresh and Natural 2 (2005)
- Fresh and Natural 3 (2005)
- Golden Age of Porn: Kristara Barrington (2005)
- Jenna Haze and Friends (2005)
- Jody Moore Exposed (2005)
- Kandi Barbour Collection (2005)
- Kay Parker Collection 2 (2005)
- Marilyn Star Exposed (2005)
- Monica Sweetheart and Friends (2005)
- Please Cum Inside Me 20 (2005)
- Samantha Fox Collection (2005)
- Secret Lives of Porn Stars (2005)
- Taylor Rain Exposed (2005)
- Up And Cummers 125 (2005)
- Up and Cummers 126 (2005)
- Up And Cummers 127 (2005)
- Up And Cummers 128 (2005)
- Keisha Collection (2006)
- Linda Shaw Collection (2006)
- Up And Cummers 129 (2006)
- XXX Bra Busters in the 1980's 2 (2006)
- Colleen Brennan: Porns 1st Grandma (2007)
- It's a Daddy Thing 3 (2007)
- Muy Caliente 2 (2007)
- Samantha Strong Collection (2007)
- Swedish Erotica 102 (2007)
- Swedish Erotica 104 (2007)
- Swedish Erotica 107 (2007)
- Swedish Erotica 108 (2007)
- Swedish Erotica 110 (2007)
- Swedish Erotica 119 (2007)
- Swedish Erotica 73 (new) (2007)
- Swedish Erotica 76 (new) (2007)
- Swedish Erotica 77 (new) (2007)
- Swedish Erotica 79 (new) (2007)
- Swedish Erotica 86 (2007)
- Swedish Erotica 89 (2007)
- Swedish Erotica 92 (2007)
- Swedish Erotica 98 (2007)
- Swedish Erotica 99 (2007)
- XXX Bra Busters in the 1980's 3 (2007)
- Housewives of Amber Lane 1 (2008)
- Christy Canyon the Lost Footage (2009)
- Ron Jeremy the Lost Footage (2009)
- Sunny's Slumber Party (2009)
- Gia: Portrait of a Pornstar (2010)
- Best Of Tamara Lee (2013)
- Blonde Girls Are Easy (2013)

### Regista
- Up And Cummers 1 (1993)
- Up and Cummers 2 (1993)
- Up and Cummers 3 (1993)
- Up And Cummers 5 (1993)
- Up And Cummers 10 (1994)
- Up And Cummers 11 (1994)
- Up And Cummers 12 (1994)
- Up And Cummers 13 (1994)
- Up And Cummers 14 (1994)
- Up and Cummers 4 (1994)
- Up And Cummers 6 (1994)
- Up And Cummers 7 (1994)
- Up And Cummers 8 (1994)
- Up And Cummers 9 (1994)
- I Love Lesbians 1 (1995)
- Raw Sex 1 (1995)
- Up And Cummers 15 (1995)
- Up And Cummers 16 (1995)
- Up And Cummers 17 (1995)
- Up And Cummers 18 (1995)
- Up And Cummers 19 (1995)
- Up And Cummers 20 (1995)
- Up And Cummers 21 (1995)
- Up And Cummers 22 (1995)
- Up And Cummers 23 (1995)
- Up And Cummers 24 (1995)
- Raw Sex 2 (1996)
- Up And Cummers 25 (1996)
- Up And Cummers 26 (1996)
- Up And Cummers 27 (1996)
- Up And Cummers 28 (1996)
- Up And Cummers 29 (1996)
- Up And Cummers 30 (1996)
- Up And Cummers 31 (1996)
- Up And Cummers 32 (1996)
- Up And Cummers 33 (1996)
- Up And Cummers 34 (1996)
- Up And Cummers 35 (1996)
- Up And Cummers 36 (1996)
- Cum One Cum All 1 (1997)
- I Love Lesbians 2 (1997)
- Raw Sex 3 (1997)
- Raw Sex 4 (1997)
- Up And Cummers 37 (1997)
- Up And Cummers 38 (1997)
- Up And Cummers 39 (1997)
- Up And Cummers 40 (1997)
- Up And Cummers 41 (1997)
- Up And Cummers 42 (1997)
- Up And Cummers 43 (1997)
- Up And Cummers 44 (1997)
- Up and Cummers 45 (1997)
- Up And Cummers 46 (1997)
- I Love Lesbians 3 (1998)
- I Love Lesbians 4 (1998)
- I Love Lesbians 5 (1998)
- Raw Sex 5 (1998)
- Real Female Masturbation 1 (1998)
- Up And Cummers 47 (1998)
- Up And Cummers 48 (1998)
- Up And Cummers 49 (1998)
- Up And Cummers 50 (1998)
- Up And Cummers 51 (1998)
- Up And Cummers 52 (1998)
- Up And Cummers 53 (1998)
- Up and Cummers 54 (1998)
- Up And Cummers 55 (1998)
- Up And Cummers 56 (1998)
- Up And Cummers 57 (1998)
- Up And Cummers 58 (1998)
- Up And Cummers 59 (1998)
- Up And Cummers 60 (1998)
- Foot Lovers Only 1 (1999)
- I Love Lesbians 6 (1999)
- I Love Lesbians 7 (1999)
- Raw Sex 6 (1999)
- Real Female Masturbation 2 (1999)
- Real Female Masturbation 3 (1999)
- Real Female Masturbation 4 (1999)
- Real Female Masturbation 5 (1999)
- Real Female Masturbation 7 (1999)
- Up And Cummers 61 (1999)
- Up And Cummers 62 (1999)
- Up And Cummers 63 (1999)
- Up And Cummers 64 (1999)
- Up And Cummers 65 (1999)
- Up and Cummers 66 (1999)
- Up And Cummers 67 (1999)
- Up And Cummers 68 (1999)
- Up And Cummers 69 (1999)
- Up And Cummers 70 (1999)
- Up And Cummers 71 (1999)
- Up And Cummers 72 (1999)
- Up And Cummers 73 (1999)
- Up And Cummers 74 (1999)
- Up And Cummers 75 (1999)
- Up And Cummers 76 (1999)
- Crazy About Asians 1 (2000)
- Foot Lovers Only 2 (2000)
- Foot Lovers Only 3 (2000)
- I Love Lesbians 8 (2000)
- Please Cum Inside Me 1 (2000)
- Real Female Masturbation 10 (2000)
- Real Female Masturbation 6 (2000)
- Real Female Masturbation 8 (2000)
- Real Female Masturbation 9 (2000)
- Up And Cummers 77 (2000)
- Up And Cummers 78 (2000)
- Up And Cummers 79 (2000)
- Up and Cummers 80 (2000)
- Up And Cummers 81 (2000)
- Up And Cummers 82 (2000)
- Up And Cummers 83 (2000)
- Up And Cummers 84 (2000)
- Up And Cummers 85 (2000)
- Up And Cummers 86 (2000)
- Up And Cummers 87 (2000)
- Up And Cummers 88 (2000)
- Up And Cummers 89 (2000)
- Up And Cummers 90 (2000)
- Wanna See Me Pee? 1 (2000)
- Crazy About Asians 2 (2001)
- Crazy About Latinas 1 (2001)
- Foot Lovers Only 4 (2001)
- I Love Lesbians 10 (2001)
- I Love Lesbians 9 (2001)
- Please Cum Inside Me 2 (2001)
- Please Cum Inside Me 3 (2001)
- Please Cum Inside Me 4 (2001)
- Raw Sex 7 (2001)
- Real Female Masturbation 11 (2001)
- Real Female Masturbation 12 (2001)
- Real Female Masturbation 13 (2001)
- Up And Cummers 91 (2001)
- Up And Cummers 92 (2001)
- Up And Cummers 93 (2001)
- Up and Cummers 94 (2001)
- Up And Cummers 95 (2001)
- Up And Cummers 96 (2001)
- Up And Cummers 97 (2001)
- Up and Cummers 98 (2001)
- Wanna See Me Pee? 2 (2001)
- Best of the West (2002)
- Crazy About Asians 3 (2002)
- Crazy About Black Girls (2002)
- Crazy About Latinas 2 (2002)
- Crazy About Latinas 3 (2002)
- Hannah Harper Exposed (2002)
- I Love Lesbians 11 (2002)
- Jenna Haze: Exposed (2002)
- Please Cum Inside Me 10 (2002)
- Please Cum Inside Me 5 (2002)
- Please Cum Inside Me 6 (2002)
- Please Cum Inside Me 7 (2002)
- Please Cum Inside Me 8 (2002)
- Please Cum Inside Me 9 (2002)
- Raw Sex 8 (2002)
- Real Female Masturbation 14 (2002)
- Real Female Masturbation 15 (2002)
- Real Female Masturbation 16 (2002)
- Shane Exposed (2002)
- Tera Patrick Exposed (2002)
- Up and Cummers 100 (2002)
- Up And Cummers 101 (2002)
- Up And Cummers 102 (2002)
- Up And Cummers 103 (2002)
- Up And Cummers 104 (2002)
- Up And Cummers 105 (2002)
- Up And Cummers 106 (2002)
- Up And Cummers 107 (2002)
- Up and Cummers 108 (2002)
- Up and Cummers 109 (2002)
- Up And Cummers 110 (2002)
- Up And Cummers 99 (2002)
- Young Cream Pies 2 (2002)
- Aurora Snow Exposed (2003)
- Belladonna Exposed (2003)
- I Love Lesbians 12 (2003)
- I Love Lesbians 13 (2003)
- I Love Lesbians 14 (2003)
- Jenna Loves Felecia (2003)
- Nici Sterling Exposed (2003)
- Please Cum Inside Me 11 (2003)
- Please Cum Inside Me 12 (2003)
- Please Cum Inside Me 13 (2003)
- Please Cum Inside Me 14 (2003)
- Please Cum Inside Me 15 (2003)
- Please Cum Inside Me 16 (2003)
- Real Female Masturbation 17 (2003)
- Real Female Masturbation 18 (2003)
- Real Female Masturbation 19 (2003)
- Real Female Masturbation 20 (2003)
- Real Female Masturbation 21 (2003)
- Tera And Friends (2003)
- Up And Cummers 111 (2003)
- Up and Cummers 112 (2003)
- Up And Cummers 113 (2003)
- Up And Cummers 114 (2003)
- Up And Cummers 115 (2003)
- Up And Cummers 116 (2003)
- Up And Cummers 117 (2003)
- Up And Cummers 118 (2003)
- Up And Cummers 119 (2003)
- Up And Cummers 120 (2003)
- Up And Cummers 121 (2003)
- Up And Cummers 122 (2003)
- Up And Cummers 123 (2003)
- Young Cream Pies 3 (2003)
- Young Cream Pies 7 (2003)
- Allysin Chaynes Exposed (2004)
- Channone Exposed (2004)
- Cum One Cum All 2 (2004)
- Flick Shagwell Exposed (2004)
- Jada Fox Exposed (2004)
- Jewel DeNyle And Friends (2004)
- Lily Thai Exposed (2004)
- Please Cum Inside Me 17 (2004)
- Please Cum Inside Me 18 (2004)
- Please Cum Inside Me 19 (2004)
- Rayveness Exposed (2004)
- Real Female Masturbation 22 (2004)
- Tommi Rose Exposed (2004)
- Up And Cummers 124 (2004)
- Young Buns 15 (2004)
- Young Cream Pies 10 (2004)
- Young Cream Pies 11 (2004)
- Young Cream Pies 12 (2004)
- Young Cream Pies 9 (2004)
- Young Hot And Horny Girls (2004)
- Young Hot And Horny Girls 2 (2004)
- Crush That Ass 3 (2005)
- Crush That Ass 4 (2005)
- Fresh and Natural 2 (2005)
- Monica Sweetheart and Friends (2005)
- Please Cum Inside Me 20 (2005)
- Real Female Masturbation 23 (2005)
- Real Female Masturbation 24 (2005)
- Real Female Masturbation 25 (2005)
- Up And Cummers 125 (2005)
- Up and Cummers 126 (2005)
- Up And Cummers 127 (2005)
- Up And Cummers 128 (2005)
- Up And Cummers 129 (2006)